# هاروی (استرالیای غربی)
هاروی (به انگلیسی: Harvey) یک شهرک در استرالیا است که در استرالیای غربی واقع شده‌است.